# العلاقات السنغالية الفلبينية
العلاقات السنغالية الفلبينية هي العلاقات الثنائية التي تجمع بين السنغال والفلبين.

## مقارنة بين البلدين
هذه مقارنة عامة ومرجعية للدولتين:
| وجه المقارنة                                              | السنغال                                              | الفلبين                       |
| --------------------------------------------------------- | ---------------------------------------------------- | ----------------------------- |
| المساحة (كم2)                                             | 196.72 ألف                                           | 343.45 ألف                    |
| عدد السكان (نسمة)                                         | 15.85 مليون                                          | 104.92 مليون                  |
| الكثافة السكانية (ن./كم²)                                 | 80.57                                                | 305.49                        |
| العاصمة                                                   | داكار                                                | مانيلا                        |
| اللغة الرسمية                                             | لغة فرنسية، اللغة الولوفية، باديارا ‏، اللغة البلنتية | اللغة الفلبينية، لغة إنجليزية |
| العملة                                                    | فرنك غرب أفريقي                                      | بيسو فلبيني                   |
| الناتج المحلي الإجمالي (بليون دولار)                      | 16.37 مليار                                          | 313.60 مليار                  |
| الناتج المحلي الإجمالي (تعادل القوة الشرائية) بليون دولار | 36.62 مليار                                          | 743.90 مليار                  |
| الناتج المحلي الإجمالي الاسمي للفرد دولار أمريكي          | 899                                                  | 2.90 ألف                      |
| الناتج المحلي الإجمالي للفرد دولار أمريكي                 | 2.33 ألف                                             | 7.39 ألف                      |
| مؤشر التنمية البشرية                                      | 0.466                                                | 0.668                         |
| رمز المكالمات الدولي                                      | +221                                                 | +63                           |
| رمز الإنترنت                                              | .sn                                                  | .ph                           |
| المنطقة الزمنية                                           | 00                                                   | توقيت الفلبين                 |

## منظمات دولية مشتركة
يشترك البلدان في عضوية مجموعة من المنظمات الدولية، منها:
| علم المنظمة | اسم المنظمة                               | تاريخ انضمام السنغال | تاريخ انضمام الفلبين |
| ----------- | ----------------------------------------- | -------------------- | -------------------- |
|             | وكالة ضمان الاستثمار متعدد الأطراف        | 12 أبريل 1988        | 8 فبراير 1994        |
|             | منظمة الشرطة الجنائية الدولية             | ?                    | ?                    |
|             | منظمة حظر الأسلحة الكيميائية              | ?                    | ?                    |
|             | منظمة التجارة العالمية                    | ?                    | 1995                 |
|             | الفريق المعني برصد الأرض                  | ?                    | ?                    |
|             | الأمم المتحدة                             | 28 سبتمبر 1960       | 24 أكتوبر 1945       |
|             | مؤسسة التمويل الدولية                     | 31 أغسطس 1962        | 12 أغسطس 1957        |
|             | يونسكو                                    | 10 نوفمبر 1960       | 21 نوفمبر 1946       |
|             | مؤسسة التنمية الدولية                     | 31 أغسطس 1962        | 28 أكتوبر 1960       |
|             | البنك الدولي للإنشاء والتعمير             | 31 أغسطس 1962        | 27 ديسمبر 1945       |
|             | المركز الدولي لتسوية المنازعات الاستشارية | 21 مايو 1967         | 17 ديسمبر 1978       |
|             | الاتحاد البريدي العالمي                   | ?                    | ?                    |
|             | الاتحاد الدولي للاتصالات                  | 15 نوفمبر 1960       | 25 مايو 1912         |

## وصلات خارجية
- موقع وزارة الخارجية السنغالية
- موقع وزارة الخارجية الفلبينية